# Baby a Go Go
『Baby a Go Go』（ベイビー・ア・ゴーゴー）は、1990年9月27日に発売されたRCサクセション19枚目のスタジオ・アルバム。

## 解説
RCサクセション（以下、RCと略す）の19枚目のアルバムであり、1991年1月をもって活動を休止したRCにおける最終作。メンバーであったGee2woが本作制作前に解雇、新井田耕造も制作途中で脱退、というバンドとしての苦境にあったが、旧友・春日博文やレニー・クラヴィッツのスタッフの手を借り完成された。
忌野清志郎が後に「『COVERS』でできた"特殊な感じ"を一回振り払って、普通のラヴ・ソングのバンドに戻りたい気持ちはちょっとあった」と語っているように、ラブソングを中心とし、サウンドは70年代的アナログ録音にこだわって作られている。
ミキサーのヘンリー・ハーシュは、本作を「個々の曲が完全に一体化した、1枚の完成されたレコード。『サージェント・ペパーズ・ロンリー・ハーツ・クラブ・バンド』のような。1つの曲と次の曲は違うサウンドなんだけれど…」と評している。

## 収録曲
1. I LIKE YOU
（作詞・作曲 - 忌野清志郎）
セゾンカードのCMに使用。
2. ヒロイン
（作詞・作曲 - 忌野清志郎）
3. あふれる熱い涙
（作詞・作曲 - 忌野清志郎）
RC20周年キャンペーンとして1990年4月にプロモ・リリースされた（アルバムとは別ミックス）。
4. June Bride
（作詞・作曲 - 忌野清志郎）
5. うぐいす
（作詞・作曲 - 仲井戸麗市）
6. Rock'n Roll Showはもう終わりだ
（作詞・作曲 - 忌野清志郎）
1988年「Love Me Live Tour」時よりステージで披露。年越しライヴ・イベント「R&R BAND STAND 88-89」での披露を想定して作られた。元タイトルは「No No No」。
7. 冬の寒い夜
（作詞・作曲 - 忌野清志郎）
忌野が中学時代に作曲した曲[3]。
8. 空がまた暗くなる
（作詞・作曲 - 忌野清志郎）
2015年にTBSテレビ系ドラマ『おかしの家』の主題歌に採用[4]。
9. Hungry
（作詞・作曲 - 忌野清志郎）
10. 忠実な犬 （Doggy）
（作詞 - 忌野清志郎、作曲 - 忌野清志郎、春日博文）
シングル「I LIKE YOU」カップリング曲。ベースはヘンリー・ハーシュ。
シングルとはヴォーカルトラックの一部が差し替えられている。
11. 楽（LARK）
（作詞・作曲 - 忌野清志郎）

## レコーディング・メンバー
- RCサクセション
  - 忌野清志郎 - リードボーカル、バッキングボーカル、ギター、ハモンドオルガン、ハーモニウム、ハーモニカ、ウクレレ、チャイニーズ・アコーディオン、パーカッション
  - 小林和生 - ベース、バッキングボーカル
  - 仲井戸麗市 - ギター、ボーカル、バッキングボーカル
  - 春日"ハチ"博文 - ドラムス、パーカッション、バッキングボーカル
  - 新井田耕造 - ドラムス（M3・M9）、バッキングボーカル
- 武川雅寛 - バイオリン
- 春日"ハチ"博文、ヘンリー・ハーシュ、デイヴィッド・ドマーニッチ - プロデューサー

## リリース履歴
| # | 発売日         | リリース                               | 規格 | 品番       | 備考                                                     |
| - | -------------- | -------------------------------------- | ---- | ---------- | -------------------------------------------------------- |
| 1 | 1990年9月27日  | EAST WORLD / 東芝EMI                   | CD   | TOCT-5820  | 初回生産分は三方背BOX仕様。ミニ写真集封入。              |
| 1 | 1990年9月27日  | EAST WORLD / 東芝EMI                   | CT   | TOTT-5820  |                                                          |
| 2 | 1998年12月9日  | EAST WORLD / 東芝EMI                   | CD   | TOCT-10579 | Q盤シリーズでの再発。                                    |
| 3 | 2005年11月23日 | EAST WORLD / 東芝EMI                   | CD   | TOCT-11088 | RCデビュー35周年記念、デジタルリマスター音源による再発。 |
| 4 | 2008年7月2日   | EAST WORLD / EMIミュージック・ジャパン | CD   | TOCT-26615 | 紙ジャケット仕様での再発。                               |

## カバー
うぐいす
- 斉藤和義（2011年2月23日、仲井戸麗市のトリビュート・アルバム『OK!!! C'MON CHABO!!!』収録）

## 主な文献
- 愛しあってるかい（JICC出版局 1981年）
- GOTTA!忌野清志郎（忌野清志郎伝、角川文庫、1988年）
- 遊びじゃないんだっ!（RCサクセション20周年記念、マガジンハウス、1990年）
- 日々の泡立ち 真説RCサクセション（インタビュー集、ロッキング・オン、1991年）
- 月刊カドカワ・1992年3月号「総力特集 清志郎の遺言」（角川書店、1992年）
- 生卵（忌野清志郎デビュー25周年記念 河出書房新社、1995年）
- ロック画報・2002年10号「特集 RCサクセションに捧ぐ」（ブルース・インターアクションズ、2002年）
- 別冊宝島 音楽誌が書かないJポップ批評 忌野清志郎のブルースを捜して（宝島社、2006年）

ほか